# Лудзя-Шур
Лудзя-Шур — река в Удмуртии, правый приток реки Иж.
Длина реки — 11 км. Протекает на юге Завьяловского района. Исток у деревни Новая Крестьянка. Течёт на юго-восток через деревню Непременная Лудзя. У посёлка Совхозный реку пересекают автодорога М7 и железная дорога Агрыз — Ижевск. От мостов до поймы Ижа русло реки канализовано.

## Данные водного реестра
По данным государственного водного реестра России относится к Камскому бассейновому округу, водохозяйственный участок реки — Иж от истока и до устья, речной подбассейн реки — бассейны притоков Камы до впадения Белой. Речной бассейн реки — Кама.
Код водного объекта в государственном водном реестре — 10010101212111100027163.